# 셸비 영
셸비 영(Shelby Young, 1992년 4월 8일 ~ )은 미국의 배우이다.

## 출연 작품
- 엘리오 (2025) - 디플로 우주선
- 나이트라이트 (2015)
- 2 베드룸 1 배스 (2014)
- 미드나잇 게임 (2013)
- 아메리칸 호러 스토리 시즌1 (2011)
- 소셜 네트워크 (2010)
- 와일드 차일드 (2008)
- 비밀의 숲 테라비시아 (2007)
- 왈칭 안나 (2006)
- 에브리바디 헤이츠 크리스 (2005)
- 우리 생애 나날들 (1965)